# Federico Capó Ortega
Pour les articles homonymes, voir Capo et Ortega.
Pas d'image ? Cliquez ici

a Compétitions nationales et continentales officielles uniquement.

b Matchs officiels uniquement.
Dernière mise à jour le 26 janvier 2024.
Federico Capó Ortega, né le 12 novembre 1983, est un joueur international uruguayen de rugby à XV évoluant au poste de pilier (1,85 m pour 120 kg). Il est le frère cadet de Rodrigo Capó Ortega.

## Biographie

### En équipe nationale
- 19 sélections
- Sélections par année :
  - 4 en 2004
  - 1 en 2005
  - 2 en 2006
  - 4 en 2007
  - 3 en 2008
  - 5 en 2009